# Barítono dramático
La voz del barítono dramático tiene una fuerza apreciable y buen rendimiento en todo registro de barítono, especialmente en la zona grave. 
Un ejemplo es Robert Hale como Barak en La mujer sin sombra de Richard Strauss.
Otros roles operísticos de barítono dramático:
- Sumo sacerdote, de Alceste de Gluck.
- Rigoletto, de Verdi.
- Amonastro, de Aida, Verdi.
- Rodrigo, de Don Carlo, de Verdi.
- Yago, de Otello, de Verdi.
- Ford, de Falstaff, de Verdi.
- Alfio, de Cavalleria rusticana, de Mascagni.
- Carlo Gérard, de Andrea Chénier, de Giordano.
- Corebo y El espíritu de Corebo, de Les Troyens, de Berlioz.
- Escamillo, de Carmen, de Bizet.
- Federico de Telramund, de Lohengrin, de Wagner.
- Kurwenal, de Tristán e Isolda, de Wagner.
- Igor Sviatoslavich, de El Príncipe Igor, de Borodin.
- Barón Scarpia, de Tosca, de Puccini.

- Datos: Q8243257